# Lloyd Kenyon
Lloyd Kenyon (5 octobre 1732 - 4 avril 1802), est un homme politique britannique et avocat, qui est procureur général, maître des rôles et Lord Chief Justice. 

## Jeunesse et éducation
Il est né le 5 novembre 1732 à Gredington, dans le Flintshire, de Lloyd Kenyon, gentilhomme de la campagne et juge de paix  et de son épouse Jane Eddowes. Il fait ses études dans une école à Hanmer . À l'âge de 12 ans, il est envoyé à l'école Ruthin, où il apprend le français et le latin et est considéré comme l'un des meilleurs élèves de l'école . Sa connaissance du grec est très faible et sa formation scientifique mineure; "il était censé croire à la fin de sa vie que le soleil faisait le tour de la terre" . En tant que deuxième fils, il envisage de rejoindre le clergé, mais opte pour la carrière juridique et passe cinq ans à travailler comme greffier auprès de MWJ Tomkinson, un avocat . Il se révèle être un excellent commis, devenant un "intermédiaire rapide et précis" . Satisfait à l'origine de l'idée d'être un simple avocat, après la mort de son frère aîné, il rejoint le Middle Temple en novembre 1750. En février 1755, il quitte Tomkinson et déménage à Londres, où il est admis au barreau le 10 février 1756 . 
En 1773, il épouse sa cousine, Mary Kenyon, avec qui il a trois fils. Lloyd, qui est mort avant lui, George et Thomas . 

## Carrière d'avocat
Sans l'éducation ou les relations qu'une université aurait fournies, il est presque entièrement au chômage pendant plusieurs années . Il vit d’une allocation de 80 £ de son père et de l’argent de ses parents plus riches, et passe le temps à regarder Lord Mansfield conduire des procès devant la Cour du banc du roi  . Ses premières affaires sont presque entièrement de cession et, pour gagner de l'argent supplémentaire, il commence à fréquenter le Circuit gallois, où les contacts de Tomlinson lui permettent de récupérer de petites affaires. Après plusieurs années, il commence à assister à des sessions trimestrielles à Oxford, Stafford et Shrewsbury, "où il a eu plus de succès" . Alors que son travail commence lentement à augmenter, son ascension principale est due à son amitié avec John Dunning, un avocat lui aussi presque sans emploi. En 1762, l'un des dirigeants du circuit nord meurt et son travail est confié à Dunning; comme il se retrouve avec trop de dossiers, il en donne beaucoup à Kenyon. En 1767, par exemple, Kenyon traite 20 des affaires de Dunning. En raison de son travail rapide et efficace, les avocats commencent à l’employer directement. Au bout de 10 ans, il gagne 3 000 £ par an, rien qu'avec ses opinions . 
Il progresse encore après avoir été introduit auprès du duc de Richmond, qui lutte avec James Lowther (1er comte de Lonsdale) pour le contrôle de plusieurs circonscriptions parlementaires. Kenyon va avec Richmond à Carlisle et Cockermouth en tant qu'avocat et sécurise les circonscriptions électorales pour Richmond. Celui-ci choisit d'employer Kenyon comme avocat à partir de ce moment-là . En 1780, il défend avec succès Lord George Gordon pour haute trahison, assisté de Thomas Erskine, et la renommée en résultant est suffisante pour le propulser plus haut dans les rangs de sa profession et dans la sphère politique . En même temps, il se lie d'amitié avec Lord Thurlow, et lorsque le titulaire du poste de Juge de Chester meurt cette année, Thurlow veille à ce qu'il soit donné à Kenyon . Il obtient des dossiers à la Cour de chancellerie grâce à son amitié avec Thurlow, qui en tant que lord chancelier est le président de la Cour . 

## Carrière politique
Lorsque le Parlement est dissous en 1780, Thurlow s'assure que Kenyon serait élu député de Hindon . En avril 1782, lors de la formation du gouvernement Rockingham, Kenyon est nommé procureur général  bien qu'il n'ait jamais siégé au poste inférieur de solliciteur général ni parlé devant le Parlement . En tant que procureur général, il parle sur un seul sujet, le 18 juin 1782 en ce qui concerne le montant des sommes dues au Trésor public par le Payeur des Forces. Cela provoque l'opposition de Charles James Fox, dont le père, Lord Holland, a grandement profité de cette fonction. Le programme de Kenyon aurait pu ruiner Fox en le rendant responsable du remboursement des profits de son père en tant que Paymaster . À la mort de Rockingham, Kenyon conserve son poste au sein du ministère de Shelburne, mais il quitte ses fonctions en avril 1783, lorsque ce gouvernement tombe sous le contrôle de la Coalition Fox-North. Il se rallie à William Pitt le Jeune, dirigeant l'opposition au nouveau gouvernement et soutenant fermement un projet de loi d'opposition visant à réformer l'Échiquier . Lorsque le nouveau gouvernement est démis de ses fonctions le 19 décembre et que Pitt prend le pouvoir, Kenyon est de nouveau nommé procureur général. Il prend les devants sur la question du responsable des finances des forces et ordonne à Richard Rigby, administrateur des comptes jusqu'en 1782, "de remettre à la Chambre un compte du solde de tous les fonds publics qui lui restaient le 13 novembre ", chose dont Rigey se plaint comme étant contre la pratique courante . 
En 1784, Thomas Sewell meurt et, comme le voulait la tradition, Kenyon lui succède en tant que maître des rôles le 27 mars . Alors qu'il souhaite initialement se retirer du Parlement, Kenyon est persuadé de rester député et procureur général afin d’accroître la majorité de Pitt. Après avoir acheté le siège de Tregony, il "était résolu à tout faire" et devient l'un des partisans les plus puissants et les plus visibles de Pitt. Grâce à ses contacts au pays de Galles, il obtient des votes pour plusieurs candidats à des postes ministériels dans des circonscriptions galloises . Dans une tentative de destitution de Charles James Fox comme député, le vote de Fox est contesté, mais cela se retourne contre lui . Il est récompensé par un titre de baronnet pour le sacrifice effectif de sa carrière politique . Il est resté silencieux au Parlement pour le reste de sa vie . 

## Carrière judiciaire
Après s'être retiré de la politique, Kenyon se concentre sur son travail de maître des rôles. En tant que juge à la Cour de chancellerie, il est tenu de traiter les cas en équité ; bien qu’il ne connaisse presque pas le droit romain sur lequel ils sont fondés . Il n’est pas considéré aussi bon que son successeur, Sir William Grant, mais Lord Eldon a écrit: "Je me trompe si, après mon départ, les archives de la chancellerie ne prouvent pas que si j’ai décidé plus que n’importe lequel de mes prédécesseurs dans le même temps, Sir Lloyd Kenyon nous a tous battus ". Après le départ à la retraite de Lord Mansfield de son poste de lord juge en chef, Kenyon lui succède le 9 juin 1788 et devient baron Kenyon de Gredington, dans le comté de Flint . 
La nomination de Kenyon est d'abord accueillie avec prudence par ses collègues avocats, qui s'inquiètent de ce que, comme il a exercé devant un tribunal d'équité plutôt que devant un tribunal de droit commun, il pourrait ne pas connaître le domaine couvert par son nouveau poste. Malgré cela, il est considéré comme un excellent juge, même s'il souffrait d'un "excès de zèle" sur le plan moral . L'un de ses défauts est son éducation défectueuse; il était trop fier pour montrer son ignorance. Il est particulièrement remarqué pour avoir utilisé le latin de manière incorrecte, conduisant George III à dire "Mon Seigneur ... il serait bon que vous respectiez votre bonne loi et abandonniez votre mauvais latin" . En tant que juge, Kenyon rejette les principes selon lesquels une cour de justice ne pouvait pas considérer les fiducies ou un legs pécuniaire. On disait qu'il "rétablissait la simplicité et la rigueur de la common law" . Après près de quinze ans en tant que juge, Kenyon décède le 4 avril 1802 à Bath . 